# Nadine Sierra
Répertoire
- O mio babbino caro dans Gianni Schicchi de Giacomo Puccini
- Hänsel und Gretel d'Engelbert Humperdinck
- La Princesse dans El gato con botas
(avec le Gotham Chamber Opera (en))
- Gilda[1], dans Rigoletto de Giuseppe Verdi
- Lucia dans Lucia di Lammermoor de Gaetano Donizetti

Nadine Sierra, née le 14 mai 1988 à Fort Lauderdale aux États-Unis, est une soprano lyrique américaine. Au tournant des années 2000 et 2010, elle fait partie de la génération montante des artistes de cette spécialité.
Elle se forge une réputation internationale avec ses interprétations de Gilda (Rigoletto, de Verdi) et celle de Lucia (Lucia di Lammermoor, de Donizetti). En 2013, Sierra remporte le premier Prix du Jury Populaire au Concours organisé par Neue Stimmen (en). En 2017, elle est la récipiendaire du Richard Tucker Award. En 2018, elle est honorée du prix Beverly Sills Artists Award et paraît au générique du Gala Richard Tucker Opera la même année.

## Biographie
Nadine Sierra naît le 14 mai 1988. Elle fréquente l'École des Arts Alexander W. Dreyfoos à West Palm Beach et se forme au Mannes College The New School for Music et à la Music Academy of the West de Marilyn Horne où elle devient la plus jeune artiste à remporter le prix de la Fondation Marilyn Horne (en 2007).

## Carrière
Sierra commence à chanter à 14 ans au Palm Beach Opera (en) et fait ses débuts deux ans plus tard dans Hänsel und Gretel d'Engelbert Humperdinck. Elle explique dans l'émission « C'est à vous » diffusée le 14 février 2022 sur la chaîne de télévision française France 5 que son envie de devenir chanteuse lyrique lui est venue de sa grand-mère qui, elle, n'a pas pu l'être.
À 15 ans, elle chante O mio babbino caro du Gianni Schicchi de Giacomo Puccini, à la National Public Radio dans l'émission From the Top (en). Dès le mois de mai 2009, Sierra se produit au Bâtiment de la Cour suprême des États-Unis pour chanter en solo et conjointement avec le baryton Thomas Hampson puis au concours Mirjam Helin International Competition où elle remporte un deuxième prix. 2009 marque un tournant de sa carrière à l'international. Sierra donne son premier concert à Helsinki, Finlande en 2009. En janvier 2012, elle est Gilda, un de ses rôles fétiches (l'autre étant celui de Lucia, rôle-titre de Lucia di Lammermoor), dans Rigoletto de Giuseppe Verdi au Florida Grand Opera (en), rôle qu'elle tient également en janvier 2016 à La Scala de Milan aux côtés de Leo Nucci,. En octobre 2009, elle chante, au sein de la tournée Marilyn Horne Mediterranean Cruise, en Italie, Turquie et Grèce.
Dès le mois de mars 2009, elle se produit au Musashino Hall (en) de Tokyo, Japon. On peut encore l'écouter au New Victory Theater où elle chante Princess (El Gato Con Botas (es) de Xavier Montsalvatge), accompagnée par le Gotham Chamber Opera.
En 2010, on retrouve la cantatrice dans la ville de Burlington, Vermont pour un spectacle où elle est présentée au public par Marilyn Horne.
En janvier 2011, Sierra est promue Membre Associée Adler du San Francisco Opera et revient au Palm Beach Opera pour y chanter le rôle titre d'Orphée et Eurydice de Gluck. En mai 2011, elle est la Titania du Songe d'une nuit d'été de Benjamin Britten. Au mois de mai de la même année, elle interprète la première de Heart of a Soldier de Christopher Theofanidis (en) aux côtés de Thomas Hampson dans le rôle titre.
En janvier 2012, elle est Gilda (Rigoletto, de Giuseppe Verdi) au Grand Opéra de Floride (en).
En 2016, Sierra chante aussi au Concert du nouvel an à Venise (it) avec Stefano Secco et en 2017 au Concert du nouvel an au Teatro Massimo Vittorio Emanuele de Palerme, puis de nouveau au concert de nouvel an de La Fenice en 2019 sous la direction de Myung-whun Chung.
En mars 2017, au Metropolitan Opera de New-York, elle chante Ilia dans Idomeneo de Mozart pour six représentations.
Elle chante Zerlina de Don Giovanni, Flavia d’Eliogabalo, Pamina de La Flûte enchantée à l'Opéra de Paris entre 2015 et 2017 et en mai 2017, à l'Opéra Bastille, elle interprète Gilda dans Rigoletto de Verdi, rôle qu'elle reprendra lors des Chorégies d'Orange en juillet 2017, aux côtés du baryton italien Leo Nucci qui chante le rôle-titre. Dans la foulée, Nadine Sierra se produit au Champ de Mars sous la Tour Eiffel, pour le Concert de Paris du 14 juillet 2017. Elle chante le Duo des fleurs (Lakmé, Léo Delibes), Anita Rachvelishvili lui donnant la réplique sous la direction du chef Valery Gergiev.
On la retrouve à nouveau à l'Opéra de Paris en 2018 en Norina dans Don Pasquale, puis en 2021, elle reprend le rôle de Gilda dans Rigoletto aux côtés du baryton Ludovic Tézier dans le rôle-titre.
Elle réalise une nouvelle prise de rôle remarquée en Lucia dans Lucia Di Lamermoor, d'abord en juillet 2021 au Liceu de Barcelone puis au teatro San Carlo de Naples aux côtés de Pene Pati en janvier 2022, au Bayerische Staatsoper de Munich en mars 2022 et enfin depuis fin avril 2022, au Metropolitan Opera de New York aux côtés de Javier Camarena dans la mise en scène moderne de Simon Stone.
Le 7 décembre 2024, lors de la réouverture à la suite de l'incendie cinq ans plus tôt, elle interprète La Marseillaise sur le parvis de la cathédrale Notre-Dame de Paris.

## Voix
Sierra possède une belle voix d'une typologie de soprano lyrique, au timbre aigu aisé et puissant à la limite du dramatique, qui garde ces caractéristiques sans jamais défaillir même dans les suraigus et reste toujours pure et veloutée. Une grande souplesse dans la voix et surtout une technique très précise lui permettent de très belles vocalises dans tout le répertoire du bel canto et l'ensemble du répertoire lyrique.

## Récompenses et distinctions
- 2007 : Palm Beach Opera Vocal Competition
- 2009 : Metropolitan Opera National Council Auditions[19]
- 2009 : Miami, Florida Grand Opera Competition (premier prix section jeunes)[20]
- 2010 : New York, Gerda Lissner Foundation Competition (premier prix)[21]
- 2013 : Gütersloh, Neue Stimmen (premier prix du jury populaire)[22]
- 2017 : Richard Tucker Award Winner
- 2018 : Beverly Sills Artist Award Winner
- 2023 : International Opera Award, prix des lecteurs[23].

## Publications
Sierra paraît dans le livre de Nick Romeo intitulé Driven: Six Incredible Musical Journeys dans lequel l'auteur lui consacre un chapitre (“Journeys”).

## Discographie
- Verdi, Rigoletto, avec Dmitri Hvorostovsky et Francesco Demuro, Kaunas City Symphony Orchestra, Constantine Orbelian (dir.), 2017 (Delos)
- There's a Place for Us, 2018 (Deutsche Grammophon)
- Made for Opera (Verdi, Donizetti, Gounod), Orchestra Sinfonica Nazionale della RAI, Riccardo Frizza (dir.), 2022 (Deutsche Grammophon)
- Nadine Sierra & Pretty Yende in Concert, Orchestre des Frivolités parisiennes, Giacomo Sagripanti (dir.), 2024 (Deutsche Grammophon)